# Fortschritt E 514

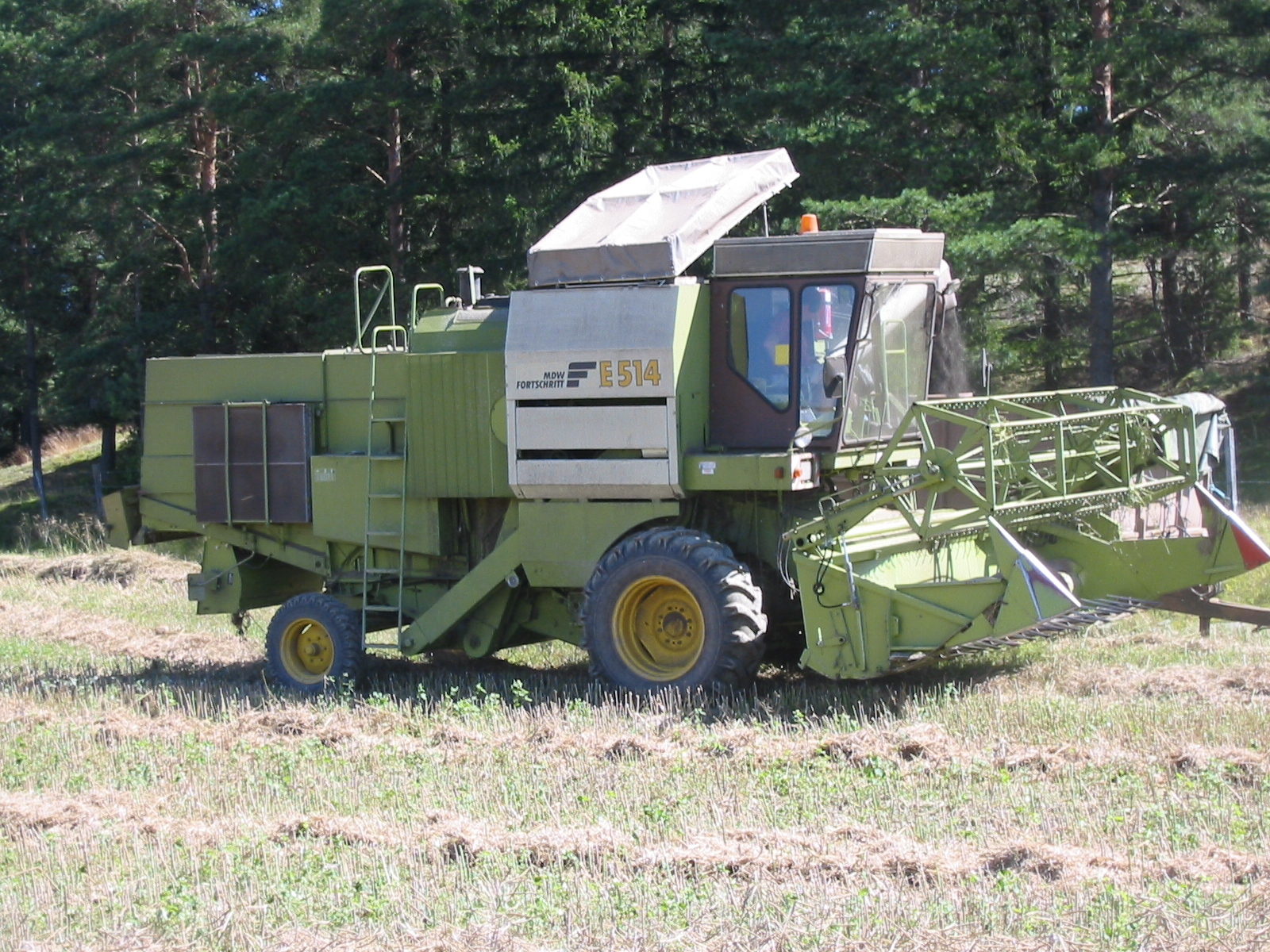
Kombajn E-514

Fortschritt E 514 je obilní kombajn vyráběný v Německé demokratické republice, nástupnický stroj kombajnu Fortschritt E 512. 
Byl vyráběn kombinátem VEB Kombinat Fortschritt Landmaschinen od roku 1983 a dovážen do Československa. Umožňuje výmlat obilnin, luštěnin a olejnin. Je možnost výbavy celou řadou adaptérů na sklizeň různých plodin. Další vylepšením oproti původní řadě je palubní počítač, který sleduje měření hektarů, rychlosti, sklizňových ztrát apod.  
Stroj byl poháněn čtyřválcovým vznětovým motorem IFA 4 VD 14,5/12-1 SRW s výkonem 115 koní a objemem 6560 cm³.

## Technické údaje
- Záběr žacího ústrojí: 360 nebo 420 nebo 480 nebo 570 cm
- Šířka mlátícího bubnu: 1280 mm
- Průměr mlátícího bubnu: 600 mm
- Průchodnost: 6 kg/s
- Objem zásobníku zrna: 3600 l
- Separační ústrojí: 4 vytřasadla s plochou 5,2 m²
- Pojezdová rychlost: 1 - 20 km/h
- Typ motoru: 4 VD 14,5/12-1 SRW
- Výkon motoru: 115 k
- Počet rychlostí: 3 vpřed, 1 vzad
- Pojezd: variátorový s mechanickou převodovkou